# Viodos-Abense-de-Bas
Viodos-Abense-de-Bas en francés, Bildoze-Onizepea en euskera, es una localidad y comuna francesa situada en el departamento de Pirineos Atlánticos, en la región de Aquitania y en el territorio histórico vascofrancés de Sola, atravesada por el río Saison.

## Demografía
| Gráfica de evolución demográfica de Viodos-Abense-de-Bas entre 1800 y 2012 |
|                                                                            |

El resultado del año 1800 es la suma final de todos los datos parciales obtenidos antes de la creación de la comuna (5 de agosto de 1842).
Fuentes: Ldh/EHESS/Cassini e INSEE.

## Personas destacadas
- Pete Aguereberry (1874-1945): Pionero en el descubrimiento de yacimientos de oro en el Valle de la Muerte (Estados Unidos).